# LDK (雑誌)
LDK（エルディーケー）は、晋遊舎から発売されている婦人向け生活雑誌である。月刊誌で、毎月28日発売。

## 概要
2012年3月27日に同社『MONOQLO』の増刊として不定期雑誌として創刊。2013年5月には月刊誌になった。"テストする女性誌"をテーマを掲げ、収納用品や食料品、キッチン用品、ブランド雑貨、化粧品といった生活に関係する幅広い商品をテーマを取り上げて比較検証している。同社が発行する『MONOQLO』や『家電批評』と同じように、おすすめ商品には「ベストバイ」、逆におすすめできない商品には「ワーストバイ」などのマークを付けている。